# Redburn n.º 130
Redburn n.º 130 es un municipio rural canadiense situado en la provincia de Saskatchewan.

## Superficie
Redburn n.º 130 tiene una superficie de 845,89 km².

## Demografía
En 2021, tenía 253 habitantes, una densidad poblacional de 0,3 hab./km², y 103 viviendas.